# Kotabeek
Kotabeek  (Zweeds – Fins: Kotaoja) is een beek, die stroomt in de Zweedse  gemeente Kiruna. De beek ontvangt haar water van twee berghellingen waarvan de Jyryberg er een is. Ze stroomt naar het zuidzuidoosten en heeft haar water af aan de Jyryrivier in de gemeente Pajala. Ze is inclusief langste bronbeek circa twaalf kilometer lang.
Afwatering: Kotabeek → Jyryrivier → Parkarivier → Muonio → Torne → Botnische Golf